# Michał Wieczorowski
Michał Adam Wieczorowski (ur. 1 października 1965 w Poznaniu) – polski inżynier, metrolog, profesor nauk technicznych, profesor Politechniki Poznańskiej i jej prorektor w kadencji 2020–2024.

## Życiorys
W 1989 ukończył studia mechaniczne na Politechnice Poznańskiej. Doktoryzował się w 1997 na macierzystej uczelni na podstawie rozprawy: Stereometryczna ocena porównawcza powierzchni przy zastosowaniu różnych układów odniesienia profilometrów, której promotorem był profesor Jan Chajda. Stopień doktora habilitowanego uzyskał w 2009 na PP w oparciu o pracę pt. Wykorzystanie analizy topograficznej w pomiarach nierówności powierzchni. Tytuł profesora nauk technicznych otrzymał 17 lutego 2015.
Jako nauczyciel akademicki związany z Politechniką Poznańską, na której doszedł do stanowiska profesora. W latach 2010–2014 był kierownikiem Zakładu Metrologii i Systemów Pomiarowych, w 2016 ponownie objął kierownictwo tej jednostki. W 2020 został prorektorem Politechniki Poznańskiej do spraw rozwoju i współpracy z gospodarką w kadencji 2020–2024.
Specjalizuje się w metrologii technicznej, jego zainteresowania naukowe obejmują także współrzędnościową technikę pomiarową, topografię powierzchni i tomografię komputerową. Opublikował ponad 210 prac. Został członkiem prezydium Komitetu Budowy Maszyn PAN. W l. 1994-95 stypendysta Fulbrighta na Northwestern University (USA).
W 2019 został odznaczony Srebrnym Krzyżem Zasługi. Otrzymał również Srebrny Medal za Długoletnią Służbę.